# Élections législatives de 1973 dans l'Hérault
Les élections législatives françaises de 1973 se déroulent les 4 et 11 mars 1973. Dans le département de l'Hérault, cinq députés sont à élire dans le cadre de cinq circonscriptions.

## Élus
| Circonscription | Député sortant        | Parti | Parti | Député élu ou réélu | Parti | Parti |
| --------------- | --------------------- | ----- | ----- | ------------------- | ----- | ----- |
| 1re             | René Couveinhes       |       | UDR   | Georges Frêche      |       | PS    |
| 2e              | Georges Clavel        |       | UDR   | Gilbert Sénès       |       | PS    |
| 3e              | André Collière        |       | UDR   | Pierre Arraut       |       | PCF   |
| 4e              | Pierre Leroy-Beaulieu |       | UDR   | Paul Balmigère      |       | PCF   |
| 5e              | Raoul Bayou           |       | PS    | Raoul Bayou         |       | PS    |

## Résultats

### Résultats à l'échelle du département
| Parti                 | Parti                                   | Premier tour | Premier tour | Second tour | Second tour | Sièges |
| Parti                 | Parti                                   | Voix         | %            | Voix        | %           | Sièges |
| --------------------- | --------------------------------------- | ------------ | ------------ | ----------- | ----------- | ------ |
|                       | Parti socialiste                        | 80 331       | 28,79        | 101 515     | 35,55       | 3      |
|                       | Parti communiste français               | 70 994       | 25,44        | 59 555      | 20,85       | 2      |
|                       | Union de la gauche                      | 151 325      | 54,24        | 161 070     | 56,40       | 5      |
|                       |                                         |              |              |             |             |        |
|                       | Union des démocrates pour la République | 81 737       | 29,29        | 124 514     | 43,60       | 0      |
|                       | Centre démocratie et progrès            | 3 740        | 1,34         |             |             | 0      |
|                       | Divers droite                           | 1 195        | 0,43         | 0           |             |        |
|                       | Union des républicains de progrès       | 86 672       | 31,06        | 124 514     | 43,60       | 0      |
|                       |                                         |              |              |             |             |        |
|                       | Mouvement réformateur                   | 31 166       | 11,17        | Retrait     | Retrait     | 0      |
|                       | Extrême gauche                          | 6 709        | 2,40         |             |             | 0      |
|                       | Front national                          | 3 142        | 1,13         | 0           |             |        |
|                       |                                         |              |              |             |             |        |
| Inscrits              | Inscrits                                | 360 815      | 100,00       | 360 679     | 100,00      | 5      |
| Abstentions           | Abstentions                             | 75 952       | 21,05        | 65 317      | 18,11       |        |
| Votants               | Votants                                 | 284 863      | 78,95        | 295 362     | 81,89       |        |
| Blancs et nuls        | Blancs et nuls                          | 5 849        | 2,05         | 9 778       | 3,31        |        |
| Exprimés              | Exprimés                                | 279 014      | 97,95        | 285 584     | 96,69       |        |
| Source : Data.gouv.fr |                                         |              |              |             |             |        |

### Résultats par circonscription

#### Première circonscription (Montpellier-Est - Lunel)
| Candidat       | Candidat                | Parti          | Premier tour | Premier tour | Second tour | Second tour |  |
| Candidat       | Candidat                | Parti          | Voix         | %            | Voix        | %           |  |
| -------------- | ----------------------- | -------------- | ------------ | ------------ | ----------- | ----------- |  |
|                | René Couveinhes sortant | UDR (URP)      | 24 217       | 35,93        | 34 662      | 49,36       |  |
|                | Georges Frêche élu      | PS (UGSD)      | 15 537       | 23,05        | 35 555      | 50,64       |  |
|                | Jacques Roux            | PCF            | 13 548       | 20,1         | Retrait     | Retrait     |  |
|                | Pierre Vailhé           | Rad (MR)       | 9 171        | 13,61        | Retrait     | Retrait     |  |
|                | André Troise            | FN             | 3 142        | 4,66         |             |             |  |
|                | Alain Marchand          | LCR            | 1 794        | 2,66         |             |             |  |
|                |                         |                |              |              |             |             |  |
| Inscrits       | Inscrits                | Inscrits       | 88 072       | 100,00       | 88 043      | 100,00      |  |
| Abstentions    | Abstentions             | Abstentions    | 19 411       | 22,04        | 15 946      | 18,11       |  |
| Votants        | Votants                 | Votants        | 68 661       | 77,96        | 72 097      | 81,89       |  |
| Blancs et nuls | Blancs et nuls          | Blancs et nuls | 1 252        | 1,82         | 1 880       | 2,61        |  |
| Exprimés       | Exprimés                | Exprimés       | 67 409       | 98,18        | 70 217      | 97,39       |  |

#### Deuxième circonscription (Montpellier-Ouest - Lodève)
| Candidat       | Candidat               | Parti          | Premier tour | Premier tour | Second tour | Second tour |  |
| Candidat       | Candidat               | Parti          | Voix         | %            | Voix        | %           |  |
| -------------- | ---------------------- | -------------- | ------------ | ------------ | ----------- | ----------- |  |
|                | Gilbert Sénès élu      | PS (UGSD)      | 21 958       | 33,68        | 38 815      | 57,85       |  |
|                | Georges Clavel sortant | UDR (URP)      | 16 042       | 24,6         | 28 280      | 42,15       |  |
|                | Myriam Costes          | PCF            | 11 670       | 17,9         | Retrait     | Retrait     |  |
|                | Jean-Jacques Pons      | CD (MR)        | 9 835        | 15,08        | Retrait     | Retrait     |  |
|                | Jean Pappas            | CDP            | 3 740        | 5,74         |             |             |  |
|                | Bernard Fontvieille    | LCR            | 1 435        | 2,2          |             |             |  |
|                | Jean-Paul Cros         | OCT            | 519          | 0,8          |             |             |  |
|                |                        |                |              |              |             |             |  |
| Inscrits       | Inscrits               | Inscrits       | 83 498       | 100,00       | 83 516      | 100,00      |  |
| Abstentions    | Abstentions            | Abstentions    | 17 088       | 20,47        | 14 353      | 17,19       |  |
| Votants        | Votants                | Votants        | 66 410       | 79,53        | 69 163      | 82,81       |  |
| Blancs et nuls | Blancs et nuls         | Blancs et nuls | 1 211        | 1,82         | 2 068       | 2,99        |  |
| Exprimés       | Exprimés               | Exprimés       | 65 199       | 98,18        | 67 095      | 97,01       |  |

#### Troisième circonscription (Sète)
| Candidat       | Candidat               | Parti          | Premier tour | Premier tour | Second tour | Second tour |  |
| Candidat       | Candidat               | Parti          | Voix         | %            | Voix        | %           |  |
| -------------- | ---------------------- | -------------- | ------------ | ------------ | ----------- | ----------- |  |
|                | Pierre Arraut élu      | PCF            | 18 134       | 33,97        | 30 090      | 55,91       |  |
|                | André Collière sortant | UDR (URP)      | 14 836       | 27,79        | 23 727      | 44,09       |  |
|                | Jean Lacombe           | PS (UGSD)      | 13 333       | 24,98        | Retrait     | Retrait     |  |
|                | Émile Cazzani          | CD (MR)        | 4 897        | 9,17         |             |             |  |
|                | François Luporsi       | Divers droite  | 1 195        | 2,24         |             |             |  |
|                | Paul Alliès            | LCR            | 988          | 1,85         |             |             |  |
|                |                        |                |              |              |             |             |  |
| Inscrits       | Inscrits               | Inscrits       | 67 620       | 100,00       | 67 611      | 100,00      |  |
| Abstentions    | Abstentions            | Abstentions    | 13 252       | 19,6         | 11 395      | 16,85       |  |
| Votants        | Votants                | Votants        | 54 368       | 80,4         | 56 216      | 83,15       |  |
| Blancs et nuls | Blancs et nuls         | Blancs et nuls | 985          | 1,81         | 2 399       | 4,27        |  |
| Exprimés       | Exprimés               | Exprimés       | 53 383       | 98,19        | 53 817      | 95,73       |  |

#### Quatrième circonscription (Béziers-Nord - Bédarieux)
| Candidat       | Candidat                      | Parti          | Premier tour | Premier tour | Second tour | Second tour |  |
| Candidat       | Candidat                      | Parti          | Voix         | %            | Voix        | %           |  |
| -------------- | ----------------------------- | -------------- | ------------ | ------------ | ----------- | ----------- |  |
|                | Paul Balmigère élu            | PCF            | 18 103       | 33,34        | 29 465      | 53,5        |  |
|                | Pierre Leroy-Beaulieu sortant | UDR (URP)      | 16 520       | 30,42        | 25 610      | 46,5        |  |
|                | Alfred Crouzet                | PS (UGSD)      | 11 380       | 20,96        | Retrait     | Retrait     |  |
|                | Pierre Guigues                | Rad (MR)       | 7 263        | 13,38        | Retrait     | Retrait     |  |
|                | Jean-Patrick Bertrand         | LO             | 1 032        | 1,9          |             |             |  |
|                |                               |                |              |              |             |             |  |
| Inscrits       | Inscrits                      | Inscrits       | 69 902       | 100,00       | 69 790      | 100,00      |  |
| Abstentions    | Abstentions                   | Abstentions    | 14 570       | 20,84        | 12 251      | 17,55       |  |
| Votants        | Votants                       | Votants        | 55 332       | 79,16        | 57 539      | 82,45       |  |
| Blancs et nuls | Blancs et nuls                | Blancs et nuls | 1 034        | 1,87         | 2 464       | 4,28        |  |
| Exprimés       | Exprimés                      | Exprimés       | 54 298       | 98,13        | 55 075      | 95,72       |  |

#### Cinquième circonscription (Béziers-Sud - Saint-Pons)
| Candidat       | Candidat                  | Parti          | Premier tour | Premier tour | Second tour | Second tour |  |
| Candidat       | Candidat                  | Parti          | Voix         | %            | Voix        | %           |  |
| -------------- | ------------------------- | -------------- | ------------ | ------------ | ----------- | ----------- |  |
|                | Raoul Bayou sortant réélu | PS (UGSD)      | 18 123       | 46,8         | 27 145      | 68,93       |  |
|                | Maurice de Crozals        | UDR (URP)      | 10 122       | 26,14        | 12 235      | 31,07       |  |
|                | Abdon Auberthié           | PCF            | 9 539        | 24,63        | Retrait     | Retrait     |  |
|                | Jeannette Barats          | LO             | 941          | 2,43         |             |             |  |
|                |                           |                |              |              |             |             |  |
| Inscrits       | Inscrits                  | Inscrits       | 51 723       | 100,00       | 51 719      | 100,00      |  |
| Abstentions    | Abstentions               | Abstentions    | 11 631       | 22,49        | 11 372      | 21,99       |  |
| Votants        | Votants                   | Votants        | 40 092       | 77,51        | 40 347      | 78,01       |  |
| Blancs et nuls | Blancs et nuls            | Blancs et nuls | 1 367        | 3,41         | 967         | 2,4         |  |
| Exprimés       | Exprimés                  | Exprimés       | 38 725       | 96,59        | 39 380      | 97,6        |  |